# Valerianella affinis
Valerianella affinis fue una especie de planta perteneciente a la familia  Valerianaceae. Era endémica de Yemen. 
Conocida solo una única recolecta hecha por Balfour en Jebel Ma’alih (Socotra) en el siglo XIX. Aunque insignificante y fácilmente pasada por alto, esta misteriosa planta ha sido buscada en su lugar de origen muchas veces en los últimos siglos, sin encontrarse, por lo que se debe considerar extinta.  

## Fuente
- MIller, A. 2004.  Valerianella affinis.   2006 IUCN Red List of Threatened Species.   Bajada el 24-08-07.